# Hugh Mitchell
Hugh William Mitchell (Winchester, 7 settembre 1989) è un attore britannico, conosciuto soprattutto per aver interpretato Colin Canon in Harry Potter e la camera dei segreti.

## Vita privata
Ha frequentato la Scuola dei Pellegrini, a Winchester, dal 1999 al 2003, poi la scuola "King Edward VI" di Southampton dal 2003-2006. In seguito ha frequentato il Peter Symonds College. Trascorre molto del suo tempo libero a suonare la batteria nella sua band alternative rock, The Craving.

## Filmografia

### Film
- Harry Potter e la camera dei segreti, regia di Chris Columbus (2002)
- Nicholas Nickleby, regia di Douglas McGrath (2002)
- State of Mind, regia di Christopher Menaul (2003)
- Wondrous Oblivion, regia di Paul Morrison (2003)
- Henry VIII, regia di Pete Travis (2003)
- Interviews with Students (2003)
- Tom Brown's School Days, regia di Dave Moore (2005)
- Beneath the Skin, regia di Sarah Harding (2005)
- Il codice da Vinci, regia di Ron Howard (2006)
- Tormented, regia di Jon Wright (2009)
- The last weekend: Behind the Scenes (2012)

### Televisione
- Judge John Deed, 1 episodio (2006)
- Waking the dead, 2 episodi (2007)
- Life of Riley, 1 episodio (2010)
- The last weekend, 2 episodi (2012)
- Parade's End, 1 episodio (2012)
- The White Queen, 2 episodi (2013)
- Whitechapel, 1 episodio (2013)
- Holby City, 1 episodio (2015)